# Rock of Ages (The Band)
Rock of Ages è un doppio album dal vivo del gruppo musicale canadese-statunitense The Band, pubblicato nel 1972.

## Tracce
Tutte le tracce sono state scritte e composte da Robbie Robertson, tranne dove indicato.
Lato A
1. Don't Do It – 4:20 (Brian Holland, Lamont Dozier, Eddie Holland Jr.)
2. King Harvest (Has Surely Come) – 3:38
3. Caledonia Mission – 3:11
4. Get Up Jake – 3:08
5. The W. S. Walcott Medicine Show – 3:41

Durata totale: 17:58
Lato B
1. Stage Fright – 4:11
2. The Night They Drove Old Dixie Down – 4:44
3. Across the Great Divide – 3:19
4. This Wheel's on Fire – 3:40 (Rick Danko, Bob Dylan)
5. Rag Mama Rag – 3:45

Durata totale: 19:39
Lato C
1. The Weight – 5:22
2. The Shape I'm In – 3:40
3. The Unfaithful Servant – 4:19
4. Life Is a Carnival – 3:52 (Levon Helm, Robbie Robertson, Rick Danko)

Durata totale: 17:13
Lato D
1. The Genetic Method – 7:29 (Garth Hudson)
2. Chest Fever – 4:38
3. (I Don't Want to) Hang Up My Rock and Roll Shoes – 4:14 (Chuck Willis)

Durata totale: 16:21
Edizione doppio CD del 2001, pubblicato dalla Capitol Records (72435-30181-2-2)
Tutte le tracce sono state scritte e composte da Robbie Robertson, tranne dove indicato.
CD 1
1. Introduction – 1:22
2. Don't Do It – 5:00
3. King Harvest (Has Surely Come) – 4:04
4. Caledonia Mission – 3:38
5. Get Up Jake – 3:33
6. The W. S. Walcott Medicine Show – 3:54
7. Stage Fright – 4:38
8. The Night They Drove Old Dixie Down – 4:34
9. Across the Great Divide – 3:59
10. This Wheel's on Fire – 4:07 (Rick Danko, Bob Dylan)
11. Rag Mama Rag – 4:33
12. The Weight – 5:32
13. The Shape I'm In – 4:14
14. Unfaithful Servant – 4:48
15. Life Is a Carnival – 4:17 (Levon Helm, Robbie Robertson, Rick Danko)
16. The Genetic Method – 7:48 (Garth Hudson)
17. Chest Fever – 5:24
18. (I Don't Want to) Hang Up My Rock and Roll Shoes – 4:20 (Chuck Willis)

Durata totale: 79:45
CD 2
(Previously Unreleased Bonus Tracks)
1. Loving You Is Sweeter Than Ever – 3:28 (Ivy Jo Hunter, Stevie Wonder)
2. I Shall Be Released – 4:03 (Bob Dylan)
3. Up Un Cripple Creek – 4:38
4. The Rumor – 5:02
5. Rockin' Chair – 4:06
6. Time to Kill – 4:07
7. Down in the Flood – 5:25 (Bob Dylan) – con Bob Dylan
8. When I Paint My Masterpiece – 4:17 (Bob Dylan) – con Bob Dylan
9. Don't Ya Tell Henry – 4:38 (Bob Dylan) – con Bob Dylan
10. Like a Rolling Stone – 5:24 (Bob Dylan) – con Bob Dylan

Durata totale: 45:08

## Formazione
Gruppo
- Rick Danko – voce, basso, violino
- Levon Helm – voce, batteria, mandolino
- Garth Hudson – organo, piano, sassofoni, fisarmonica
- Richard Manuel – voce, piano, organo, batteria, clavinet
- Jaime Robbie Robertson – chitarre, cori

Altri musicisti
- Howard Johnson – tuba, eufonio, sassofono
- Snooky Young – tromba, flicorno
- Joe Farrell – sassofoni, corno inglese
- Earl McIntyre – trombone
- J. D. Parran – sassofono, clarinetto
- Bob Dylan – voce, chitarra